# Calvi (Campania)
 For alternative betydninger, se Calvi. (Se også artikler, som begynder med Calvi)
Calvi er en kommune i den italienske provins Benevento i Campania. Byen har 2.491(2023) indbyggere.